# 耶路撒冷伊斯兰博物馆

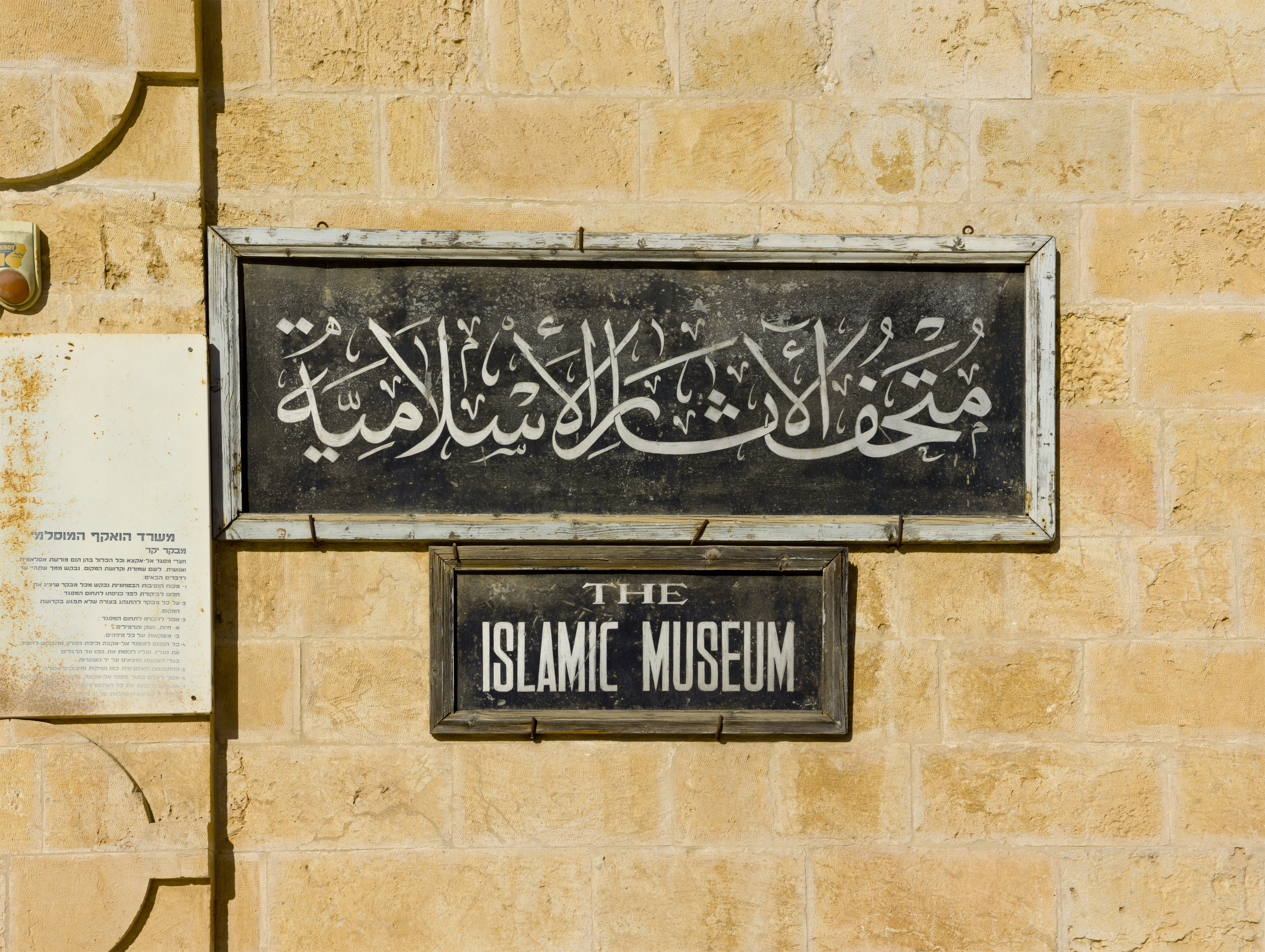
Entrance sign for 伊斯兰博物馆

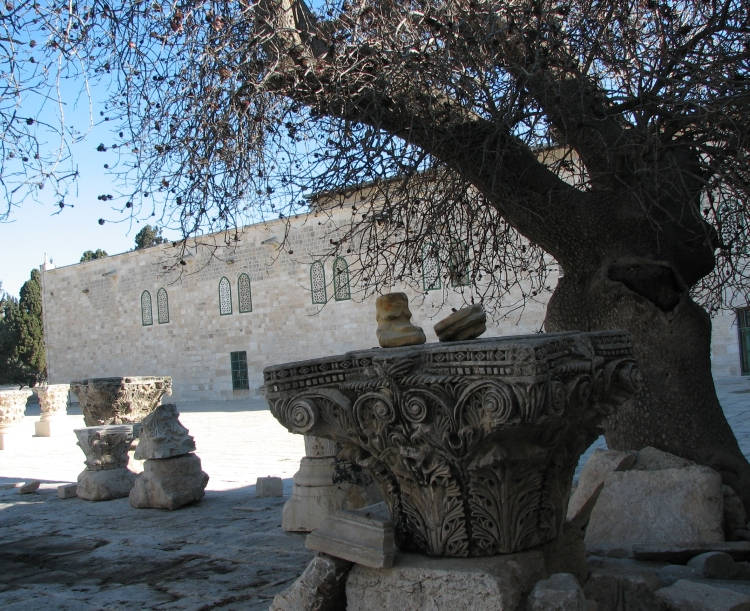
伊斯兰博物馆

伊斯兰博物馆位于耶路撒冷老城的圣殿山，毗邻阿克萨清真寺。 

## 历史
该建筑最初由圣殿骑士团兴建，作为他们在原阿克萨清真寺设立的总部的附属建筑。1194年穆斯林重新占领耶路撒冷后，恢复了阿克萨清真寺。1282年马木留克时期，这座附属建筑改为伊斯兰学校。
伊斯兰博物馆成立于1923年。